# Alconaba
Alconaba es un municipio y localidad española de la provincia de Soria, partido judicial de Soria, comunidad autónoma de Castilla y León. Desde el punto de vista jerárquico de la Iglesia católica forma parte de la diócesis de Osma la cual, a su vez, pertenece a la archidiócesis de Burgos.

## Toponimia
En 1270 su topónimo era Arconava. El topónimo actual es, como tantos otros de la geografía española, adaptación del topónimo original árabe: al-qunnaba ('cáñamo', 'cañamar').

## Geografía
Integrado en la comarca de Campo de Gómara, se sitúa a 10 kilómetros de la capital provincial. El término municipal está atravesado por las carreteras nacionales N-122, entre los pK 146 y 148, y N-234, entre los pK 340 y 344, además de por carreteras locales que conectan las distintas pedanías y con el municipio de Aldealafuente. 
El relieve del municipio es predominantemente llano, aunque en pendiente descendiente hacia el río Duero, hacia el que se dirigen los arroyos que surcan el territorio. La altitud oscila entre los 1160 metros en el extremo norte y los 1000 metros al sur, a orillas del río Roldán, y al oeste, donde el Duero represa sus aguas en el embalse de Los Rábanos. El pueblo se alza a 1009 metros sobre el nivel del mar. 
| Noroeste: Velilla de la Sierra | Norte: Renieblas | Noreste: Renieblas                    |
| Oeste: Soria                   |                  | Este: Candilichera                    |
| Suroeste: Soria y Los Rábanos  | Sur: Los Rábanos | Sureste: Candilichera y Aldealafuente |

### Medio ambiente
En su término e incluidos en la Red Natura 2000 los siguientes lugares:
- Lugar de Interés Comunitario conocido como Riberas del Río Duero y afluentes, ocupando 21 hectáreas, el 1 % de su término.[1]

## Historia

Término municipal de Alconaba.

Lugar que durante la Edad Media perteneció a la Comunidad de Villa y Tierra de Soria formando parte del Sexmo de Lubia.
A la caída del Antiguo Régimen la localidad se constituye en municipio constitucional, conocido entonces como Alconaba y La Salma , en la región de Castilla la Vieja que en el censo de 1842 contaba con 40 hogares y 162 vecinos.
A mediados del siglo XIX crece el término del municipio porque incorpora a Cubo de Hogueras, Martialay y Ontalvilla de Valcorba.

## Geografía humana

### Demografía
Cuenta con una población de 199 habitantes (INE 2024).
| Gráfica de evolución demográfica de Alconaba entre 1842 y 2021 |
| |
| Población de derecho según los censos de población del INE Población de hecho según los censos de población del INEEn este censo se denominaba Alconaba y La Salma: 1842 Entre el censo de 1857 y el anterior, crece el término del municipio porque incorpora a 425036 (Cubo de Hogueras), 425058 (Martialay) y 425078 (Ontalvilla de Valcorba) |

### Población por núcleos
| Núcleos                | Habitantes (2000) | Habitantes (2009) |
| ---------------------- | ----------------- | ----------------- |
| Alconaba               | 58                | 71                |
| Cubo de Hogueras       | 24                | 17                |
| Martialay              | 47                | 45                |
| Ontalvilla de Valcorba | 50                | 44                |